# Tuman

Países del mundo que tienen el tuman como subdivisiones territoriales.
Primer nivel administrativo
Segundo nivel administrativo

Tuman (en uzbeko: Tuman / Туман "Tuman") es la división administrativa de segundo nivel de Uzbekistán. En Ucrania, Rusia y Bielorrusia, el análogo es el raión, en los EE. UU. es análogo a condado. En los países hispanos es equivalente a municipio, tal cual es empleado en Brasil, España, Colombia, México y Venezuela; al de distrito utilizado en Perú; al de partido o departamento (según la provincia) en Argentina y comuna utilizado en Chile. Siguiendo el esquema país-provincia-distrito, corresponde a distrito.
El tuman es la principal unidad administrativo-territorial que implementa las instrucciones y decisiones de los más altos órganos estatales y forma parte de una provincia (vilojat). También es posible crear distritos (tuman) bajo el nombre de distritos de ciudad (sharar tumani) dentro de las grandes ciudades.

## Etimología
El término tuman proviene del mongol tümen, que significa "unidad de diez mil". Esta era una unidad organizativa y táctica más alta del ejército mongol y tártaro en los siglos XXII y XXIV, siendo 10 000 soldados; subdivididos en miles, luego en cientos y decenas.
Alcanzó estatus de división administrativa luego de la caída de la URSS, en la constitución de Uzbekistán, reemplazando al raión (район).

## Historia
Esta división territorial, en tiempos del imperio ruso recibía el nombre de Uyezd (уезд). En tiempos de la Unión Soviética, se llamaban "Raión (район)".
Además, los oblasts pasaron a llamarse viloyats (provincia), mientras que los rayones se convirtieron en tuman (distrito)
Después de que el idioma uzbeko adquiriera el estatus de idioma estatal en la República Socialista Soviética de Uzbekistán en 1989, empezó a usarse el término tuman. Luego de la disolución de la Unión Soviética, en 1992 la reciente República de Uzbekistán reemplazó la denominación de "raión" por un término proveniente del idioma uzbeko: "tuman", para designar a su división administrativa de segundo nivel, y lo oficializó en su constitución.

## Uzbekistán

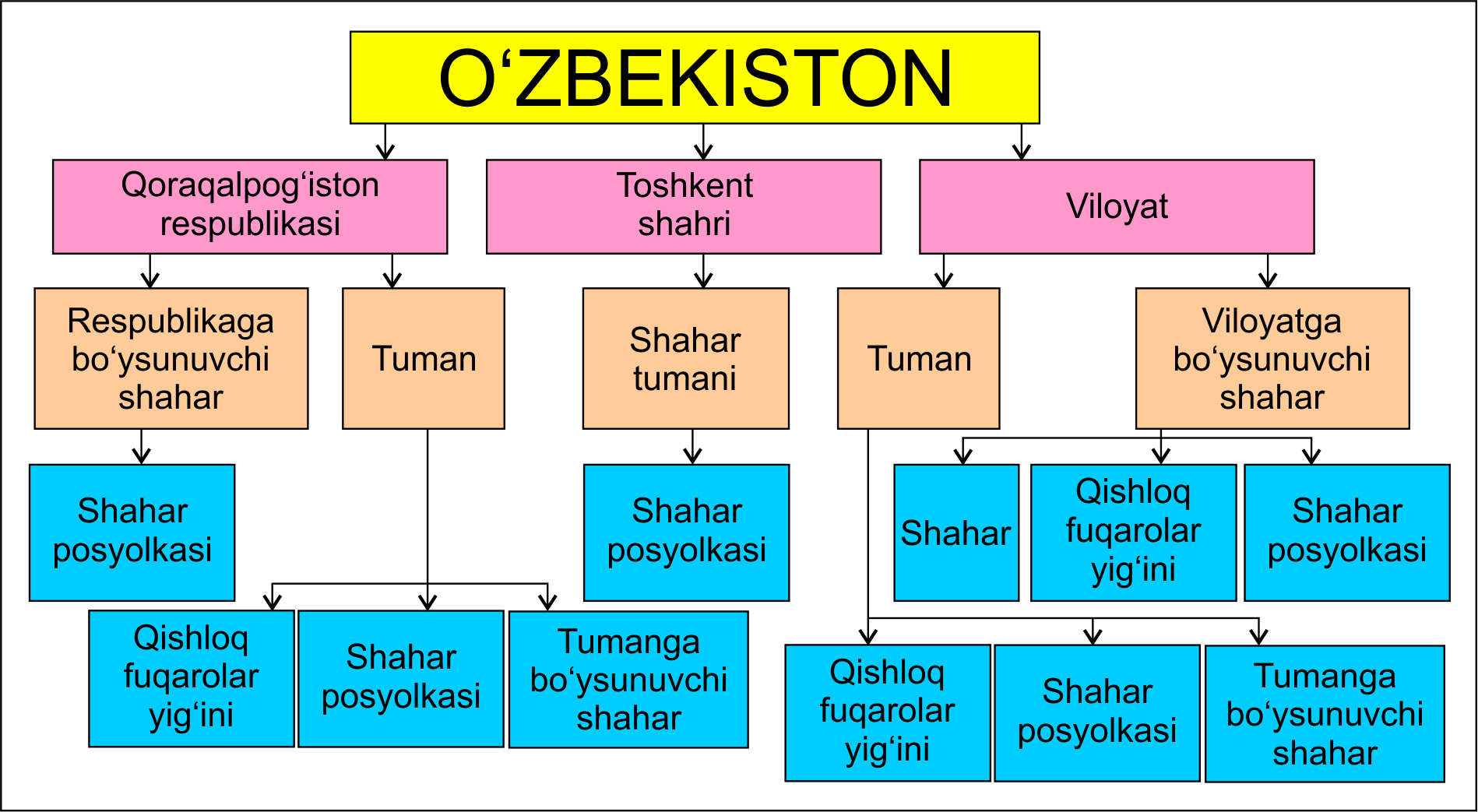
Subdivisiones administrativas en uzbeco. Se pueden ver, en las divisiones administrativas de segundo nivel, 3 entidades que tienen dentro suyo el nombre de tuman.

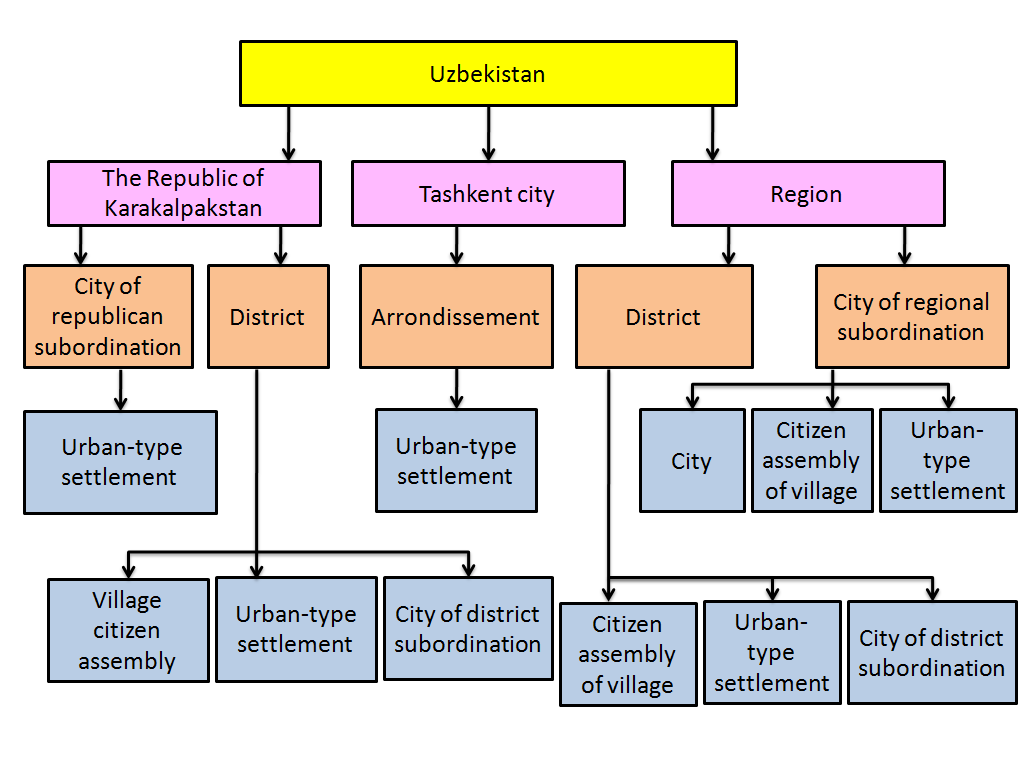
Subdivisiones administrativas de Uzbekistán, traducidas del uzbeko al inglés.

Desde 1992 la República de Uzbekistán reemplazó la denominación de "raión" por "tuman"
De acuerdo con el artículo 68 de la Constitución de la República de Uzbekistán, el tuman es uno de los pilares de la división administrativo-territorial.

O‘zbekiston Respublikasi viloyatlar, tumanlar, shaharlar, shaharchalar, qishloqlar, ovullar, shuningdek Qoraqalpog‘iston Respublikasidan iborat. 

Ўзбекистон Республикаси вилоятлар, туманлар, шаҳарлар, шаҳарчалар, қишлоқлар, овуллар, шунингдек Қорақалпоғистон Республикасидан иборат.
La República de Uzbekistán se compone de provincias, distritos, ciudades, aldeas, kishlaki y aúles, así como también de la República de Karakalpakia.
Artículo 68 de la Constitución de la República de Uzbekistán.

El establecimiento y disolución de los distritos (tuman) se lleva a cabo con el consentimiento de la Asamblea Suprema de Uzbekistán. Los gobernadores y diputados populares del tuman presiden los consejos. El gobernador de distritos (tuman) es aprobado por el consejo distrital de diputados del pueblo.
Desde que la denominación de tuman entró en vigor, el último cambio importante en la división administrativo-territorial de Uzbekistán fue la transferencia del tuman (distrito) de Yangiabad de la provincia de Sir Daria a Yizaj en 1999.
El tuman es la principal unidad administrativo-territorial que implementa las instrucciones y decisiones de los más altos órganos estatales y forma parte de una provincia (vilojat). El valiato de Fergana tiene el mayor número de tumanes: 15, mientras que el "valiato" de Navoi y Syrdarya tienen 8 cada uno. 
También es posible crear distritos (tuman) bajo el nombre de distritos de ciudad (sharar tumani) dentro de las grandes ciudades La única ciudad dividida en distritos es la capital Taskent que tiene 11 distritos (tuman)
Por último, la República de Karakalpakia, que forma parte de Uzbekistán, también se divide en tuman. Actualmente consta de 15 tuman (distritos).